# 埃尔娜·弗莱格尔
埃尔娜·弗莱格爾（Erna Flegel，1911年7月11日—2006年2月16日）是一位德国护士。1945年四月末，她在柏林德國總理府的伤员急救站工作，也是留在元首地堡直到最后的一批人之一。1945年5月2日，她被苏军俘虏。2005年，媒体追踪到了弗莱格爾，她当时住在德国的一座养老院里，接受了采访。